# ウイナーズサークルへようこそ
『ウイナーズサークルへようこそ』は、甲斐谷忍による日本の漫画作品。競馬を題材とした漫画で、『ジャンプ改』（集英社）に連載されていたが、同誌の休刊に伴い、Webサイト『となりのヤングジャンプ』に移籍。2016年10月28日配信分にて完結した。

## 概要
甲斐谷が競馬に興味を抱いたのは、サラリーマン時代に独身寮でオグリキャップの引退レースとなる第35回有馬記念を会社の先輩、同僚と共に見たことに依る。馬券を購入するようになったのは『ソムリエ』の連載中であり、競馬好きのアシスタントと担当編集者の影響も大きい。『ソムリエ』の連載中に連載の始まった『ONE OUTS』の担当編集者もまた競馬好きであり、同じ『ビジネスジャンプ』誌で連載されていたやまさき拓味の『優駿たちの蹄跡』の担当編集でもあったことから、「取材」と称して競馬場へ通うようになった。続く連載となった『LIAR GAME』では、主人公を始め、競馬関係者の名前が登場人物に使われるようになった。
『ジャンプ改』創刊にあたって、編集長から「早く立ち上げられる連載企画」を求められた甲斐谷は競馬物を提案し、本作が連載される運びとなった。
2012年4月14日にはコミックス1巻発売に合わせて、甲斐谷にとっても初となるサイン会を有隣堂ヨドバシAKIBA店で開催している。

## あらすじ
漫画家になる夢をあきらめた山川七雄は、大学に入ってからやりたいことが見つけられない生活を送っていた。そんな時占い師の助言の言葉から、競馬場を訪れることになる。そこで出会った競馬サークル「ウイナーズサークル」の面々と知り合い、初めて馬券を購入するが、それが大当たり。更にサークルメンバーは彼の馬券の才能を見抜き、その予想を利用して「勝ち組」人生を手に入れようと画策する。

## 登場人物

### ウイナーズサークル
山川七雄（やまかわ ななお）
この作品の主人公。庄茂内大学1年生。20歳。高校卒業後の2年間漫画家を目指していたが、絵はいいがストーリーが組み立てられないという評価を下され断念。偶然訪れた競馬場で、ウイナーズサークルのメンバーと知り合い、競馬へのめり込んでいく。
彼の予想の仕方は、過去の馬の写真とパドックの馬を見比べ、変化の大きい馬を軸にするというもの。絵の才能と合わせ時代物漫画の取材で競馬場の馬のスケッチをしていたこともあり、常人では気付けない細かな変化を感じとることができる。その的中率はサークルメンバーを驚かせるほど精度が高い。ただし、過去の写真（比較対象）がないとこの力は発揮されない点や、モニター越しだと観察する時間の短さとアングルが限定されることで、その精度が格段に落ちる、変化と言っても必ずしも成長ではなく調整の失敗もあるため見分けに時間がかかるという欠点も抱えている。さらに、本人はこの能力のことを自覚していないため、能力が使えない状況に追い込まれてもあっけらかんとしている。また、競馬や馬券の常識を知らないことで、「70式」と言う予想法を生み出した。
中性的な容姿の持ち主であり、ゴンゾーのパドック教室を受けるために女装をした際には相手に男だと全く気づかれなかった。
絵を描くのが好きで、馬体の変化や特徴などを人よりも鋭く捕らえられる七雄の才能は、甲斐谷がファンでもある岡田繁幸（コスモヴューファーム社長で、馬主でもある）がモデルとなっている。
桜紅子（さくら べにこ）
ウイナーズサークルメンバーであり、リーダー的存在。年齢不詳。予想スタンスは「消去法」。昨年彼女が消去条件1位に上げた馬が上位に食い込まない率は9割強。
七雄の才能をいち早く見抜き、サークルに取りこんで利用しようと考えている。そのため七雄が自身の才能に気付かないよう、様々な手を使って彼が大儲けをしないよう工作している。
気が強くドライにふるまっているが、実際は妹や仲間に対する情は厚い。反骨精神が強い一方で、自身が負け組であることを内心では自覚し、コンプレックスを抱いている。
桜美登里（さくら みどり）
ウイナーズサークルメンバー。紅子の妹。水蓮女子大学2年生。20歳を迎えたばかりで、サークルに入ってまだ日が浅い。姉と違って温厚でマイペースな性格だが、好意を持っている惣吉を騙すために「紅子は七雄が好き」という嘘を長期間つきとおしたことがある。
風間駿（かざま しゅん）
ウイナーズサークルメンバー。26歳。予想スタンスは「血統派」。ウーロン茶だけで酔っ払えるという体質。快活な性格で、感情の起伏が激しい。
宇多田惣吉（うただ そうきち）
ウイナーズサークルメンバー。24歳。通称ソーキチ。予想スタンスは「データ派」。サークル結成のきっかけを作った競馬予想ブログを運営している。雑誌に2度ほどブログが取り上げられたこともある。理論派で何事も準備を怠らず、情報の収集や分析など、サークルの縁の下の力持ちであり、解説役を務めることが多い。サークルメンバーの中では最も常識があり、温厚な性格。紅子に惚れている。
桃山梅太（ももやま うめた）
プログラマー。競馬予想ソフトの大会会場で、七雄に弁当を分けてもらった恩からサークルメンバーとなった。彼の開発した競馬予想ソフト「ホースフォース1」は、昨年度の馬神トーナメント2位の人物が監修ということになっていたが、実際はその人物と瓜二つの人物が企てた詐欺であった。桃山もこの事実は知らず、開発費として200万円をその人物に譲渡していた。そのためソフトの的中率は非常に悪く、大会で行った36レース中2レースしか的中しなかった。しかしそれが逆に「70式」の下手予想として活用できることに七雄が気づき、ウイナーズサークルの全員が出せる合計金額の上限16万7000円で落札された。
普段は腰が低くおどおどとしているが、酒に酔うと暴言を吐いて暴れまわる。

### ウィナーズサークル関係者
武井要一（たけい よういち）
元ウイナーズサークルメンバー。通称「タケイ（さん）」。現メンバーによると、就職に失敗して九州の地元で農業を継いでいるとのことだが、実はホテルグループの跡取りで現在は社長業をしている。サークルでは一番の実力者だったが、自身の生い立ちを隠していたことに後ろめたさを感じており、それが原因でサークルを抜けている。
磯山謙一（いそやま けんいち）
元ウイナーズサークルメンバー。競馬雑誌ライター兼エディター。ウイナーズサークル立ち上げた人物。仕事で膨大なデータと豊富な人脈を誇っていたが、それに反して馬券下手。更に都合の悪い記録を揉み消し、棚上げしてメンバーを責める癖があり、陰で「ウソヤマ」呼ばわりされた挙句にメンバーを追放された。ベニコがナナオのためパドック写真を入手していた伝手だったが、会社の金を使い込み、借金して姿をくらませた。
佐渡太郎（さど たろう）
BIG4の一人。留年を重ねた最終8年の大学生。就職も未だ決まってない。
千島大助（ちしま だいすけ）
BIG4の一人。ニートだが、親が社長で、親の金で生きている。
間宮洋平（まみや ようへい）
BIG4の一人。自称パチスロだが、儲かってない。元サラリーマンで、株のまぐれ当たりで大金を手にして退社し、今に至る。
明石翔（あかし しょう）
BIG4の一人。元ホスト。恋人と同棲中のヒモだったが、それが災いして別れ寸前となるも、仲間たちとの出会いで立ち直り、恋人と復縁して結婚。彼の成長が、BIG4たちの成長につながった。

### 馬神
渡辺美智雄（わたなべ みちお）
初代馬神。スキンヘッドの男性。整体師のアドバイスから、必勝馬券術になると思って弟子入りし、今では一人前の整体師として2店舗を経営している。
榊原幸治郎
第2代目馬神。
高柳徹
第3代目馬神。
大森進一郎
第4代目馬神。バウリンガルを開発していたが、先に世に出てしまったために借金が残ったが、そのノウハウをもとに馬の気持ちを読む「馬意リンガル」を開発。それによって競馬で儲け借金を完済し、馬神になった経歴の持ち主。
君島信介
第5代目馬神。
神楽坂文造（かぐらざか ぶんぞう）
第1話で七雄の運命を占い、ウイナーズサークルと出会うきっかけを作った占い師。正体は6代目馬神。他の馬神が警戒するほどの実力を持っている。
山科良太
第7代目馬神。
徳良翔
第8代目馬神。
ブライアン=グラント
第9代目馬神。大牧場の御曹司で、帝都大学の留学生で帝都大ホースメンズクラブにも所属しており、赤嶺とも友人関係にある。家業で幼いころから馬の体を見てきて、素質を見抜く目は天才的なパドック派。
木村明（きむら あきら）
第10代目馬神。データ派で、独自の研究している。
出鳥澄夫(でとり すみお）
11代目馬神。漫画原作者。サバサバした性格で、ウイナーズサークルの面々にも気さくに声をかける。しかし紅子からはその態度を「勝者であるが故の余裕」と取られてしまっている。
赤嶺仁（あかみね じん）
帝都大学学生で大学の競馬サークル「帝都大ホースメンズクラブ」の部長も務める。第12代目馬神。独特の基準で積み重ねたデータを用いており、また七雄の才能にも気付いた。物腰は温厚で紳士的だが、幼いころより帝王学を叩き込まれ、プライドが高く他人を損得勘定でしか見ることが出来ない。その一方で、自分とは異なる仲間意識を持つウイナーズサークルを意識していることをブライアンや神楽坂に指摘されている。

### その他
田中（たなか）
庄茂内大学学生で七雄の学友。大学のサークル競馬研究会に所属。
シゲ
ウィナーズサークルに接触してきた万馬券を大量に持つ男。万馬券名人と謳っているが、実際は高配当の券を大量に購入し、当選万馬券で幾つもの予想サイトに当選者のサクラをやっている。七雄から一時は尊敬されるも、実力馬の失態を期待するスタンスに七雄は失望を受けてしまった。
中村ゴンゾウ
HP「パドックの達人」を開設している。HPには別人レベルまで画像処理をした自身の写真を掲載し、実物は顔が大きくくどい容姿をしている。HP上でパドック教室を開いているが、実際はデート相手の選別し、セクハラ満載と言うスケベな男。七雄の女装を気に入っていたが、七雄の大学の知人と出会ってしまい、男とバレてしまう。
その下心あふれた態度にメンバーも辟易していたが、驚異の的中精度を持っている。パドックの達人と謳っているが、馬ではなく厩務員の物腰を見ることで馬の仕上がりを予測すると言うもので、細かく厩務員のデータをノートにとっており、実力は確か。この厩務員を見る予想方法は、『ONE OUTS』の担当編集者から「ネクタイをしている厩務員は表彰式に出る準備をしている」との指摘に乗って馬券を購入したら、そこそこ当たった体験を膨らませたもの。
馬神トーナメントに参戦し、2回戦にて七雄と再会。先述の経緯から逆恨みで七雄及びその仲間を落とそうと画策している。実力を上げて一般参加者での優勝候補の筆頭となっている「無冠の帝王」と呼ばれ、馬神たちのトップクラスに匹敵する予想を見せている。
水野晴央（みずの はるお）
編集者。かつて七雄が漫画を持ち込んだ担当であり、七雄の漫画を酷評した。自らの担当漫画家である出鳥の競馬予想に乗っかっている。嫌味な性格で、ウイナーズサークルが馬神トーナメントに出場するきっかけとなった。馬神トーナメントに参加していたが、1回戦で敗退。
丸禅鋤の大将（まるぜんすきのたいしょう）
ウイナーズサークルメンバー常連の店の大将。競馬好きで馬神たちの情報を持っていたり、単行本のオマケ漫画でウイナーズサークルとミニゲーム方式で知識を披露している。

## 用語
ウイナーズサークル
かつてソーキチのHPの掲示板の予想上位者が集まり、理論や情報の共有をすることで常勝軍団になることを目指した集団。メンバーは馬の飾りがついたペンを所持している。
当初の集団の活動内容は「情報を持ち寄って的中精度を上げよう」「斬新な予想法を編み出そう」「馬券の達人を引き入れよう」であったが、驚異の的中精度を誇る七雄の加入により、裏での真の活動は「山川七雄の予想に乗りまくろう!」「山川七雄に才能がある事は本人にはナイショだ!!」「山川七雄という天才の存在は部外者にはナイショだ!!」と変更された。なお、隠し事が出来ないからと美登里は裏の活動内容については語られていない。
馬神
集A社の日本最大のスポーツ雑誌「スポルディーバ」が年1回に行う馬券チャンピオン決定戦のチャンピオンの公称。決勝戦の様子はテレビで生中継される。大会の模様を収めたDVDも人気。
70式
七雄が生み出した馬券術。馬券上手と馬券下手で分け、別々に予想した情報を比較し、「いい馬」と「駄目な馬」を見分け、それを軸に予想すること。そのためには、馬券下手な人間を集めることが肝となり、ソーキチの後述のBIG4を観察しながら馬券下手のメカニズムを分析した。七雄の名前をもじって命名される。
BIG4
70式を成立させるためにソーキチが講義と称して集めた馬券下手のメンバー。ルーズでだらしない典型的なダメ人間だったが、ウイナーズサークルと接する内に自分を見つめ直し、立ち直っていった。
由来は「馬券が イマイチ げんなりな 4人」の頭文字をとって七雄が命名。

## 書誌情報
- 甲斐谷忍 『ウイナーズサークルへようこそ』 集英社〈ヤングジャンプコミックス〉、全9巻
  1. 2012年4月10日発売 ISBN 978-4-08-879309-2
  2. 2012年11月19日発売 ISBN 978-4-08-879469-3
  3. 2013年5月17日発売 ISBN 978-4-08-879598-0
  4. 2013年11月8日発売 ISBN 978-4-08-879693-2
  5. 2014年5月9日発売 ISBN 978-4-08-879802-8
  6. 2014年11月19日発売 ISBN 978-4-08-890045-2
  7. 2015年5月19日発売 ISBN 978-4-08-890196-1
  8. 2015年11月19日発売 ISBN 978-4-08-890311-8
  9. 2016年11月18日発売 ISBN 978-4-08-890495-5